# Adolf Aerni
Adolf Aerni, szwajcarski curler.
Aerni jako kapitan zespołu z Olten Curling Club wygrał mistrzostwa Szwajcarii 1976. W rezultacie reprezentował kraj na Mistrzostwach Świata 1976. Jego drużyna broniła tytułu mistrzowskiego wywalczonego rok wcześniej przez Otto Danieliego. Szwajcarzy fazę grupową zakończyli z 6 wygranymi i 3 porażkami, co wystarczyło do zakwalifikowania się do meczu półfinałowego. Ostatecznie Adolf Aerni zdobył brązowy medal przegrywając ze Szkotami (Bill Muirhead) 3:5. W pojedynku w Round Robin to Szkocja przegrała 4:5.

## Drużyna
|           | Czwarty     | Trzeci          | Drugi        | Otwierający     |
| --------- | ----------- | --------------- | ------------ | --------------- |
| 1975/1976 | Adolf Aerni | Martin Sägesser | Martin Plüss | Robert Stettler |